# St. Andrew’s (Malta)
St. Andrew's – miejscowość, dawniej część Għargħur, znajdująca się na granicy miast Swieqi i Pembroke na Malcie. Nazwa pochodzi od koszar St. Andrews, które były częścią brytyjskiego garnizonu wojskowego Pembroke Army Garrison.
W miejscowości funkcjonuje klub piłkarski St. Andrews FC, powstały w 1968 roku i występujący w Maltese Premier League.